# Raión de Viazma
El raión de Viazma (ruso: Вя́земский райо́н) es un distrito administrativo y municipal (raión) ruso perteneciente a la óblast de Smolensk. Se ubica en el este de la óblast. Su capital es Viazma.
En 2021, el raión tenía una población de 73 861 habitantes.

## Subdivisiones
Comprende ocho entidades locales que suman un total de 332 localidades. Estas ocho entidades son la ciudad de Viazma (la capital) y los siguientes asentamientos rurales:
- Andréikovo
- Viazma-Briánskaya
- Kaidakovo
- Nóvoye Seló
- Semliovo
- Novi
- Tumánovo